# はやしお (潜水艦・初代)
はやしお（ローマ字：JDS Hayashio, SS-521）は、海上自衛隊の潜水艦。はやしお型潜水艦の1番艦。艦名は流速の早い潮流の意である早潮から由来し、この名を受け継いだ日本の艦艇としては、旧海軍の陽炎型駆逐艦「早潮」に続き2代目にあたる。

## 艦歴
「はやしお」は、第1次防衛力整備計画に基づく昭和34年度計画潜水艦8701号艦として、新三菱重工業神戸造船所で1960年6月6日に起工され、1961年7月31日に進水、1962年6月30日に就役し、呉地方隊に編入された。
1962年8月1日、呉地方隊隷下に第1潜水隊が新編され、編入された。
1963年3月1日、第1潜水隊が自衛艦隊隷下に編成替え。
1964年6月2日から8月19日までの間、「わかしお」とともにハワイ派遣訓練に参加。
1965年2月1日、第1潜水隊が自衛艦隊隷下に新編された第1潜水隊群隷下に編成替え。
1970年5月20日午後6時40分頃、鹿児島県種子島東方約30キロの水域で潜航訓練中に大型商船と接触し、潜望鏡を損傷した。
1977年7月25日、除籍。除籍までの総航程は151,073.5海里、潜航時数は10,014時間53分、潜航回数は2,725回、スノーケル時数は3,873時間15分であった。

### 歴代艦長
| 代 | 氏名       | 在任期間 | 出身校・期 | 前職 | 後職 | 備考                                  |
| -- | ---------- | -------- | ---------- | ---- | ---- | ------------------------------------- |
| 1  | 武藤敏雄   |          |            |      |      | 波号第二百五潜水艦 元艦長（艤装員長） |
| 2  | 宗像照彦   |          |            |      |      | 3等海佐                               |
| 3  | 加納晃二   |          |            |      |      | 3等海佐                               |
| 4  | 竹村 剛    |          |            |      |      | 3等海佐                               |
| 5  | 田中 守    |          |            |      |      | 3等海佐                               |
| 6  | 合田 剛    |          |            |      |      | 3等海佐                               |
| 7  | 中田泰治   |          |            |      |      | 3等海佐                               |
| 8  | 鈴木富士雄 |          |            |      |      | 3等海佐                               |
| 9  | 森 茂夫    |          |            |      |      | 3等海佐                               |
| 10 | 伊藤和賢   |          |            |      |      | 3等海佐                               |
| 11 | 清水 信    |          |            |      |      | 3等海佐                               |
| 12 | 佐藤 雅    |          |            |      |      | 3等海佐                               |
| 13 | 橋本金平   |          |            |      |      | 3等海佐                               |